# Ostrov Robinsona Crusoe

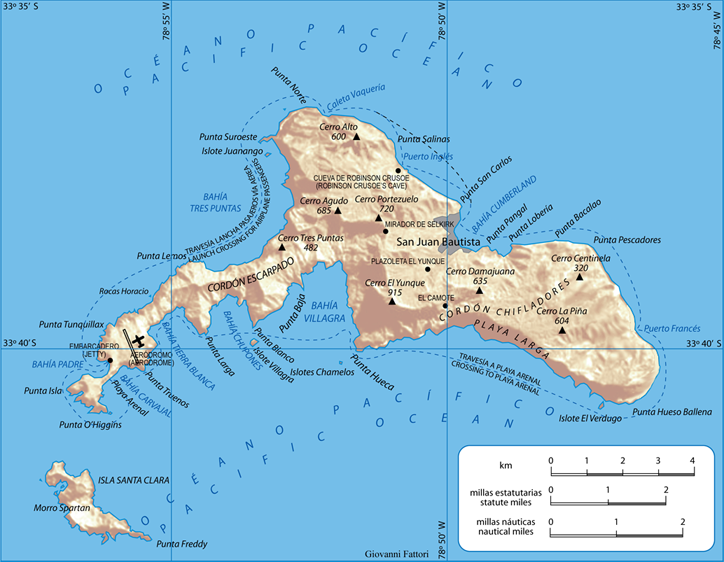
Robinson Crusoe

Ostrov Robinsona Crusoe (španělsky Isla Robinsón Crusoe) je ostrov vulkanického původu. Patří Chile, nachází se v Pacifiku, v souostroví Juana Fernándeze, 667 km západně od přístavního města Valparaiso. Chilská vláda změnila jméno ostrova z původního názvu Más a Tierra v roce 1966. Souostroví objevil 22. listopadu 1574 španělský mořeplavec Juan Fernández (1536–1604).
Ostrov je tvořen čtyřmi překrývajícími se štítovými vulkány, ukončenými kalderami. Troskový kužel El Yunque je s výškou 922 m nejvyšším vrcholem ostrova. Věk ostrova se odhaduje na 5,8 až 3,8 miliónů let. Jihozápadní část ostrova zakončuje poloostrov Cordon Escarpado. Jižně asi 1,5 kilometru od západní výspy ostrova leží malý ostrůvek Santa Clara.
V roce 1704 byl na ostrov vysazen skotský námořník Alexander Selkirk, který žil na ostrově úplně sám čtyři roky a čtyři měsíce. Jeho příběh byl inspirací pro spisovatele Daniela Defoa k napsání románu Robinson Crusoe.
V současnosti žije na ostrově přibližně 500 obyvatel, převážně v osadě San Juan Bautista, na severovýchodním pobřeží; živí se především sběrem langust a část jejich příjmů pochází i z turistického ruchu.